# KEKB

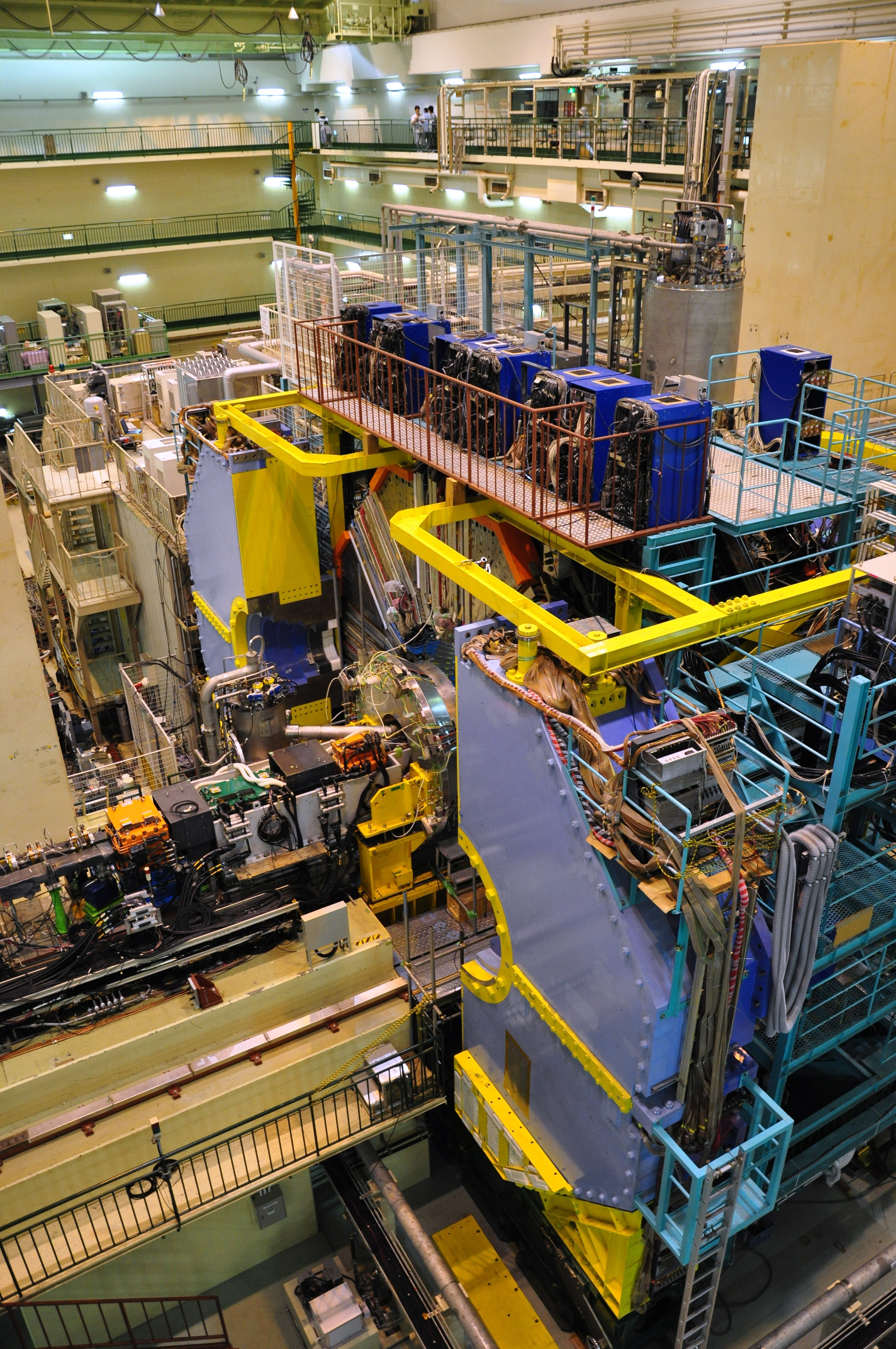
KEKB。ベル測定器。加速した電子・陽電子が衝突した際に発生する種々の粒子をこの部分で観測する。

KEKB（ケックビー）とは、高エネルギー加速器研究機構（KEK）に設置されている電子・陽電子衝突加速器。衝突部にはベル測定器が置かれ、CP対称性の破れの研究が行われている。B中間子が大量に生成されることからBファクトリーとも呼ばれる。
KEKBを5年かけて改造し、性能を40倍に高めた「Super（スーパー）KEKB」が2018年3月21日に稼働した。

## 研究成果
- 2007年7月: クラブ空洞による衝突実験に世界で初めて成功した。
  - KEKの記事

## TRISTAN実験
KEKBの前身となる加速器が、1986年に完成した円形衝突加速器TRISTAN（トリスタン。Transposable Ring Intersecting Storage Accelerator in Nippon (日本における粒子の貯蔵と加速を行う置換可能な交差型リング) を意味する名称の略称）である。文部省高エネルギー物理学研究所が5年の期間と870億円の費用をかけて開発した（2.1.2トリスタン加速器の概要 Figure 1）。
円形とはいえ、電子・陽電子衝突実験を行うため途中に直線加速器を接続し、緩やかな屈曲部で繋いだ八角形型のトンネルからなる。陽電子発生用加速器と電子・陽電子線形加速器の長さは400メートル、入射蓄積リングは約370メートル、主リングの周長は3キロで、地下11メートルの深さのトンネル内にある。直線加速器の途中には実験装置を収納する施設が設置されており、それぞれ、日本の地名にちなみ「筑波」「大穂」「富士」「日光」の名が冠されていた。主リング内を電子は右回り、陽電子は左回りに回転し、これらの実験室で衝突する。なお、八角形型になっているのは、電子・陽電子がシンクロトロン放射光でエネルギーを損失する屈曲部の曲率を少しでも減らすためである。
TRISTAN実験は、Topクォークの発見と標準理論の検証を最大の目的として開始され、最先端技術が多数投入された大型プロジェクトとして注目をされていた。電子を加速するための高周波空洞には、TRISTANのために開発した5連型超伝導加速器空洞が投入された。また、現在のBell実験装置の雛形になったトパーズ（TOPAZ）検出器なども開発され実験に用いられるなど、のちのBelle実験にもその経験が生かされている。TRISTANでの研究成果はΖ0の質量決定やフェルミオンの世代数決定に対する寄与等である。
1995年7月に一連の実験が完了した。この実験で用いられた装置群は、改良を行った後、後述するKEKB加速器へ殆ど全てが転用されることになった。改良点は、高調波減衰型超伝導加速器空洞8台を導入し、クラブ空洞によるバンチ衝突角の適正化によるルミノシティの向上や、非対称型になるため、トンネルを再活用して、そこに新規の加速器を設置したことなどが挙げられる。また、衝突点における実験装置も複合型実験装置に変更し簡素化した。これらと同時に、直線加速器の大強度化も行われている。

## KEKB加速器

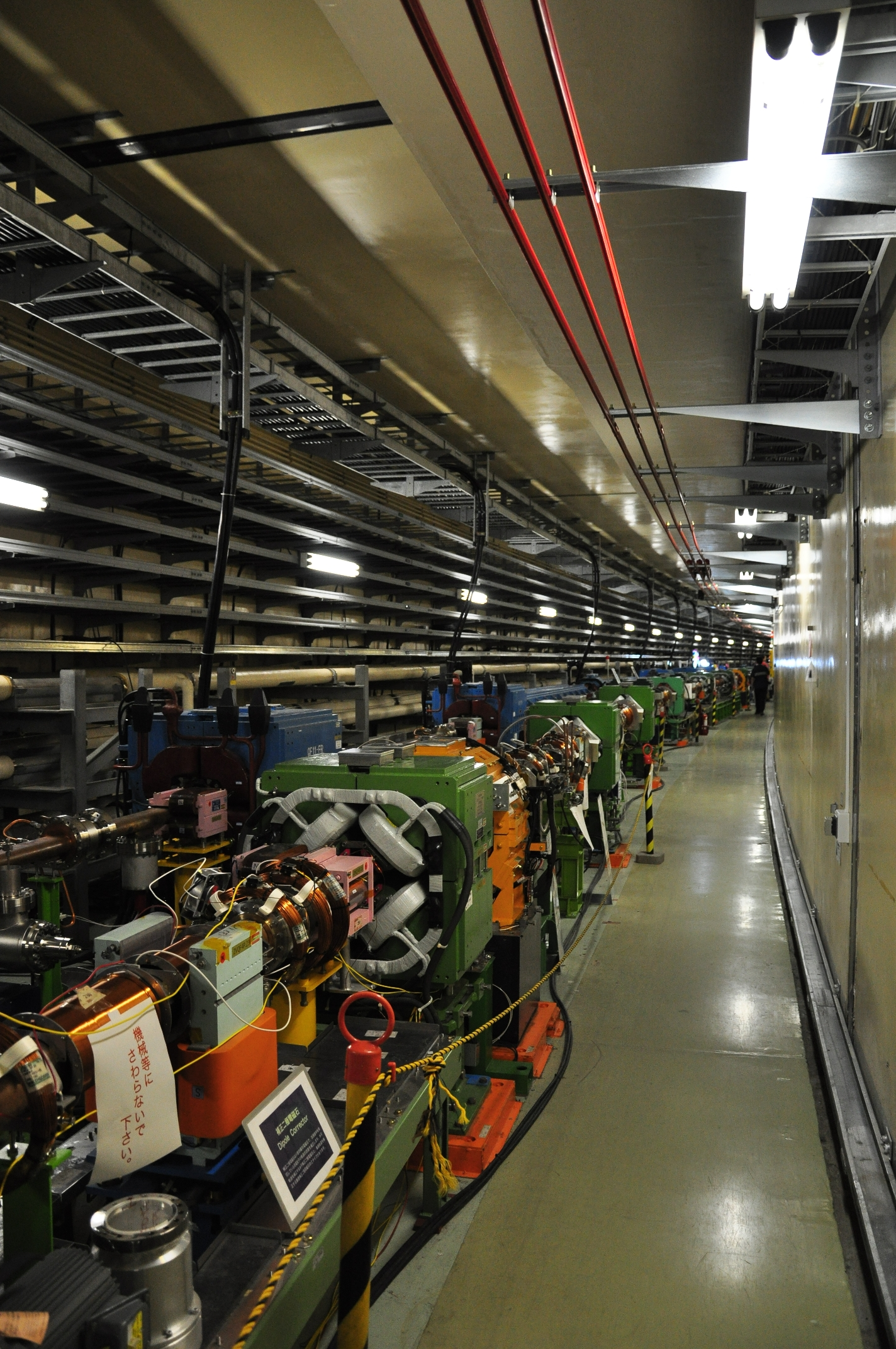
周長3kmの加速器部分。外周を走るのが電子の通るリングで(向かって左側、青色)、内周を陽電子の通るリング(向かって右側、緑色)が走る。

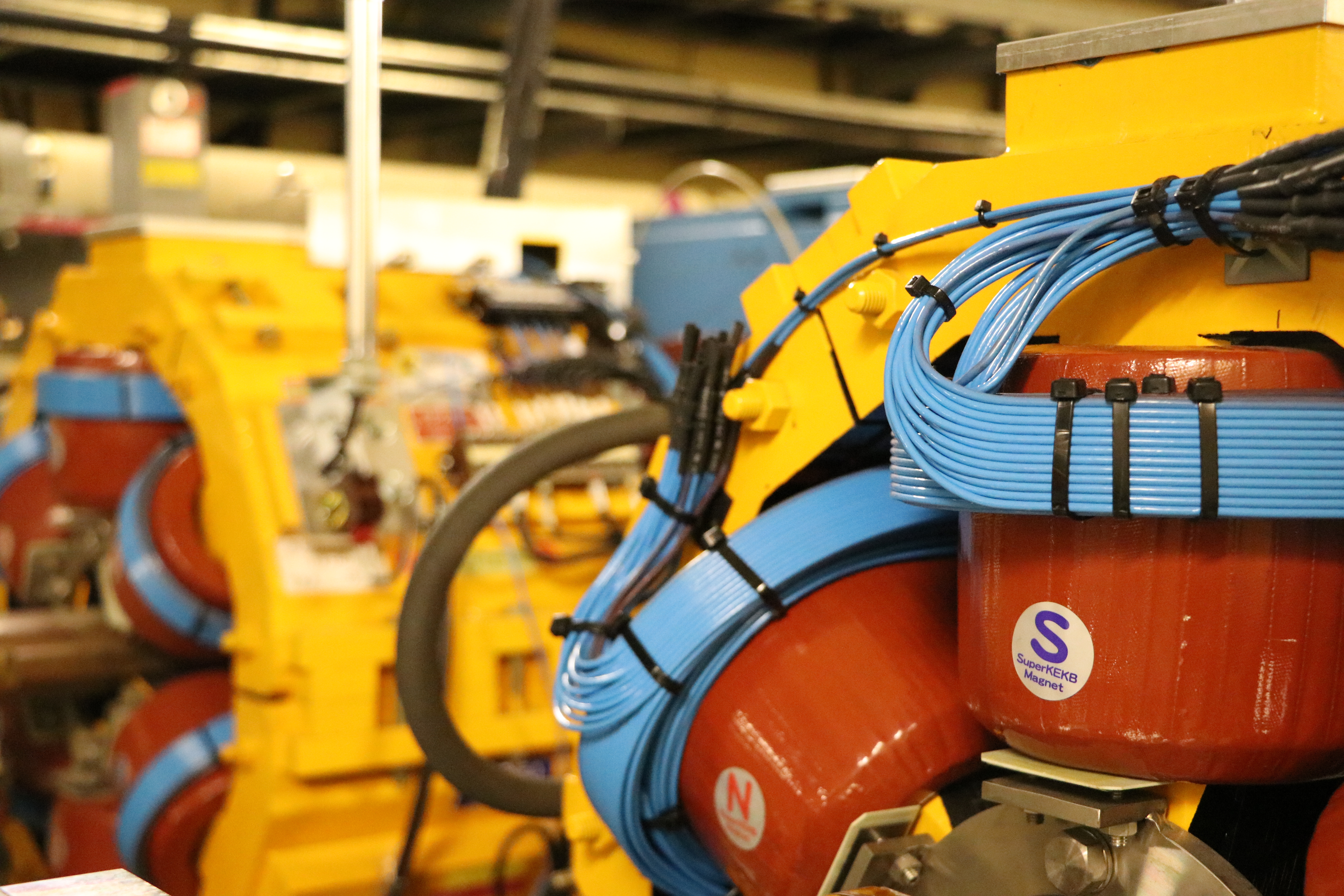
SuperKEKBの六極電磁石

KEKB加速器は、電子・陽電子非対称エネルギーの円形衝突加速器である。前述のとおり建設にはトリスタン実験装置のトンネルが再利用された。費用は380億円で、1998年度に完成、運用を開始した。
8.0ギガ電子ボルトの電子と、3.5ギガ電子ボルトの陽電子用に、周長3キロの加速器リングが2つ設置されている。電子・陽電子衝突によりUpsilon(4S)中間子を経由して、B中間子と反B中間子の対が生成される。CP対称性の破れの測定感度を高めるため、高輝度における電子・陽電子衝突を実現させ、より大量のB中間子を生成できるように設計された。現在は毎秒10個以上のB中間子・反B中間子対が生成されている。
また、非対称エネルギーによる電子・陽電子衝突により、生成されたB中間子をローレンツブーストし、崩壊するまでに 0.2 mm 程度飛行させる。この現象を利用してB中間子・反B中間子の崩壊の様子を時間依存性も含めて詳細に調べることが可能となった。

### 東北地方太平洋沖地震の影響
2011年3月11日に東北地方太平洋沖地震が発生すると、つくば市においては震度6弱を観測し、高エネルギー加速器研究機構では敷地内で道路が陥没したり建物内の装置が倒れたりするなどの被害を受けた。KEKB自体にもビーム入射装置の電磁石が落下したり、素粒子実験の入射装置内部を真空に保てなくなるなどの被害が生じた。トンネル接合部からは地下水が地下室の床に漏れ出した。機器の被害の程度を確認するためには電力が必要であるが、平常時の実験では一般家庭10万戸分ほどの電力を用いる設備であり、地域での電力消費が少なくなる夜中に、点灯する照明を減らし空調装置も止め、電力量も平常時の30分の1以下に抑えつつ状況の確認を行った
。

## SuperKEKB
素粒子反応の起こる数は、反応の起こる断面積（反応の起きる度合い）に加速器の性能を示すルミノシティをかけたものである。反応の起こる断面積は不変であるため、高いルミノシティを持つ衝突型加速器がBファクトリーとして高性能といえる。そこでKEKBは2010年で一旦運転を終了し、40倍のルミノシティを目指すSuperKEKBに改良された。この改良で電子のエネルギーは7 GeV、陽電子のエネルギーは4 GeVに変更された。また、電流は電子が1.4 Aから2.6 Aに、陽電子が1.8 Aから3.6 Aを目指している。また、電子と陽電子のビームのサイズも縮小された。これらの改良により、KEKBが持っていたルミノシティの世界記録を超えたLHCをさらに上回る高性能化に成功した。